# David Kirke
Sir David Kirke (* um 1597 in Dieppe; † 1654 in London), manchmal auch David Ker, war ein englischer Abenteurer, Händler und Kolonisator. Im Jahr 1629, während des Dreißigjährigen Krieges, eroberte er die Siedlung Québec in Neufrankreich und hielt sie drei Jahre lang besetzt. Von 1638 bis 1651 amtierte er als Gouverneur der Kolonie Ferryland auf der Insel Neufundland. Als Günstling von König Charles I. fiel er während des englischen Bürgerkriegs in Ungnade und starb wahrscheinlich in Gefangenschaft.

## Biografie

### Kampagne in Québec
David Kirke war der älteste von fünf Söhnen des wohlhabenden Händlers Gervase Kirke, der eine Hugenottin geheiratet hatte und geschäftlich oft in der französischen Hafenstadt Dieppe weilte. 1627 gründeten Kirkes Vater und weitere Londoner Händler die Company of Adventurers to Canada (Gesellschaft von Abenteurern nach Kanada), um Handel und Besiedlung am Sankt-Lorenz-Strom zu fördern. Als Frankreich und England 1628 im Rahmen des Dreißigjährigen Krieges in den Kriegszustand traten, finanzierte die Gesellschaft eine Expedition, um im Auftrag von König Charles I. die Franzosen aus Kanada zu vertreiben.
Begleitet von seinen vier Brüdern James, John, Lewis und Thomas segelte Kirke mit drei Schiffen los, um Siedler nach Akadien zu bringen, wo William Alexander eine Kolonie aufzubauen versuchte. Anschließend reiste er weiter nach Tadoussac. Er kaperte ein französisches Versorgungsschiff und schickte baskische Fischer zur französischen Siedlung Québec, um eine Kapitulationsforderung zu überbringen. Gouverneur Samuel de Champlain verweigerte die Forderung, da er Unterstützung aus Frankreich erwartete. Kirke verzichtete daraufhin auf einen Angriff und kehrte nach England zurück. Auf dem Rückweg kaperte er vier weitere französische Schiffe. Da die Kirkes in Frankreich geboren worden waren, galten ihre Taten dort als Hochverrat.
Eine zweite Invasionsflotte mit sechs Schiffen und drei Pinassen verließ Gravesend im März 1629. Jacques Michel, ein Deserteur aus Champlains Umfeld, lotste sie durch den Sankt-Lorenz-Strom. Als die Flotte ein Erkundungsboot kaperte, erfuhr Kirke, dass die Bewohner Québecs aufgrund schlechter Versorgungslage vor dem Verhungern standen. Er sandte seine Brüder Lewis und Thomas zu Champlain, um ihn zur Kapitulation aufzufordern. Da dieser keine Alternative sah, ergab er sich am 19. Juli 1629. Die Company of Adventurers ersuchte beim König um das alleinige Handels- und Besiedlungsrecht entlang dem Sankt-Lorenz-Strom. Sir William, der seine ihm zugesprochenen Privilegien in Kanada gefährdet sah, beschwerte sich. Beide Parteien konnten sich schließlich einigen: Sir William erhielt sämtliche Ländereien in einem zehn Meilen breiten Streifen entlang beider Flussufer, im Gegenzug durfte die Gesellschaft ohne Einschränkung Handel treiben und die Häfen kostenlos nutzen.
Den französischen Botschafter in London wies Samuel de Champlain darauf hin, dass die Eroberung unrechtmäßig gewesen sei, da der Kriegszustand bereits im April 1629 mit der Unterzeichnung des Friedens von Susa beendet worden war, und forderte die Rückgabe der besetzten Gebiete an Frankreich. Am 17. Dezember 1629 starb Gervase Kirke, 1630 heiratete er Sarah, Tochter von Sir Joseph Andrews. Die Friedensverhandlungen zogen sich über drei Jahre hin. Im Jahr 1632, nach der Unterzeichnung des Vertrags von Saint-Germain-en-Laye, gab England Québec und Akadien an Frankreich zurück. Als Entschädigung wurde Kirke 1633 zum Ritter geschlagen.

### Gouverneur auf Neufundland
Es wird angenommen, dass Kirke die Kolonie Ferryland besuchte, da er 1635 einen Bericht über die Insel Neufundland publizierte und sich darin von den reichen Fischgründen beeindruckt zeigte. Im November 1637 erhielten er und seine Geschäftspartner eine Royal Charter als gemeinsame Grundeigentümer der gesamten Insel. Ein Teil Neufundlands, die Halbinsel Avalon, war bereits an George Calvert übertragen worden. Doch er hatte vor seinem Tod im Jahr 1632 die Kolonie vernachlässigt, weshalb die Ländereien in Kirkes Besitz gelangten. Eine Klausel in der Royal Charter besagte, dass keine Siedlung näher als sechs Meilen von der Küste entfernt errichtet werden durfte, um Konflikte mit den Fischern auszuschließen; außerdem sollte ein Zoll von 5 Prozent auf alle Fänge durch Ausländer erhoben werden.
Kirke wurde als Gouverneur der Kolonie Neufundland eingesetzt und erhielt vom König ein Wappen, das heutige Provinzwappen von Neufundland und Labrador. Er traf 1638 mit 100 Kolonisten ein und nahm das Anwesen von William Hill, dem Gouverneur von Avalon, in Besitz. Im Verlaufe der nächsten Jahre ließ er Befestigungen in Ferryland, St. John’s und Bay de Verde errichten. Kirke war ein Handelsmonopol auf Neufundland gewährt worden, das jedoch die Fischerei ausschloss. Er nutzte die ihm übertragenen Landrechte, um den Fischhandel zu fördern, was gegen die Bestimmungen der Royal Charter verstieß. 1638 gab es bereits enge Handelsbeziehungen zwischen Ferryland und Dartmouth, während er und seine Partner den gesamten Handel südlich von St. John’s kontrollierten.
Diese Tätigkeiten führten zu erheblichen Auseinandersetzungen mit Händlern aus dem Westen Englands. Die Bauern und nichtsesshaften Fischer waren sich darin einig, dass Kirke die besten Fischgründe für sich und seine Freunde beanspruchte. Darüber hinaus wurde er beschuldigt, Tavernen eröffnet zu haben, was sich auf die Arbeit der Siedler störend auswirkte. Doch bevor diese Anschuldigungen untersucht werden konnten, brach 1642 der Englische Bürgerkrieg zwischen dem König und dem Parlament aus.

### Verhaftung und Tod
Während des Krieges blieben die Kirkes unbehelligt. Da sie Royalisten waren, standen sie 1651 bei Kriegsende auf der Seite der Verlierer. Die Vorwürfe der Händler traten wieder in den Fokus und Kirke konnte nicht länger auf die Protektion der Krone zählen. Sechs Bevollmächtigte, angeführt durch den Händler John Treworgie aus Maryland, wurden nach Ferryland entsandt, um Kirke zu verhaften und ihn nach England vor Gericht zu bringen. Das republikanische Commonwealth beschlagnahmte seine Ländereien. Im darauf folgenden Gerichtsprozess wurde Kirke als nicht schuldig befunden, woraufhin er 1653 seinen Besitzanspruch zurückkaufte. Seine Ehefrau Sarah Kirke begab sich nach Neufundland, um seine Geschäfte zu beaufsichtigen und seinen Besitz zurückzufordern. Cecil Calvert, Georges Sohn, erhob jedoch neue Vorwürfe gegen Kirke wegen des Besitzanspruchs seiner Familie auf die Ländereien um Ferryland. Kirke wurde im Gefängnis von Southwark inhaftiert und starb dort wahrscheinlich im Januar 1654, als er auf seinen Prozess wartete.

### Nachwirkung
Die kanadische Regierung, vertreten durch den für das Historic Sites and Monuments Board of Canada zuständigen Minister, ehrte  Kirke am 28. November 1968 für sein Wirken und erklärte ihn zu einer „Person von nationaler historischer Bedeutung“.